# می فلاور (آرکانزاس)
می فلاور (آرکانزاس) (به انگلیسی: Mayflower, Arkansas) یک شهر در ایالات متحده آمریکا با جمعیت ۱٬۶۳۱ نفر است که در آرکانزاس واقع شده‌است.

## موقعیت جغرافیایی
موقعیت جغرافیایی شهرها و مناطق اطراف به شرح زیر است: